# Кристина Броколини
Кристина Кармен Доминика Броколини (енгл. Christina Carmen Dominica Broccolini; Монтреал, 9. март 1985) је канадска глумица, најпознатија по својој водитељској улози у популарној телевизијској емисији, Ловци на мистерије.

## Биографија
Кристина је рођена 9. марта 1985. године, у Монтреалу, као друго од троје деце. Њени родитељи су пореклом Италијани.
Први пут се појавила на телевитији у касније популарној телевизијској емисији, Ловци на мистерије. Уз Дејвида Акера и Арају Менгешу, била је водитељ емисије од 2002. до 2009. године.
Године 2015, одлази у Милано и тамо започиње своју нову емисију под називов "Alla Milanese". У свакој епизоди обилази неке од познатих знаменитости Милана, познате ресторане и слична места како би показала све чари овога града.

## Телевизијске улоге
| Год.   | Назив                  | Улога             |
| ------ | ---------------------- | ----------------- |
| 2000.е |                        |                   |
| 2004   | Помфрит                | Даниела Рочини    |
| 2008   | И победник је...       | Девојка са филма  |
| 2009   | Скривени злочини       | Јулина помоћница  |
| 2009   | Улица Луре             | Џенифер           |
| 2009   | Клуб сцена             | Девојка на спрату |
| 2010.е |                        |                   |
| 2010   | Плава планинска држава | Кејт              |
| 2010   | Савршен учитељ         | Јабука            |
| 2010   | Ти си тако немртав     | Ариел             |
| 2010   | Заљубити се            | Цура              |
| 2010   | Дуо                    | Кристи            |
| 2011   | Подељено лице          | Деби Иронс        |
| 2011   | Шта се даље дешава     | Сем               |
| 2013   | Савршен шеф            | Кет               |

## Водитељске улоге
- Ловци на мистерије (2002—2009)
- “Alla Milanese” (2015—2016)